# Amphoe Thoeng

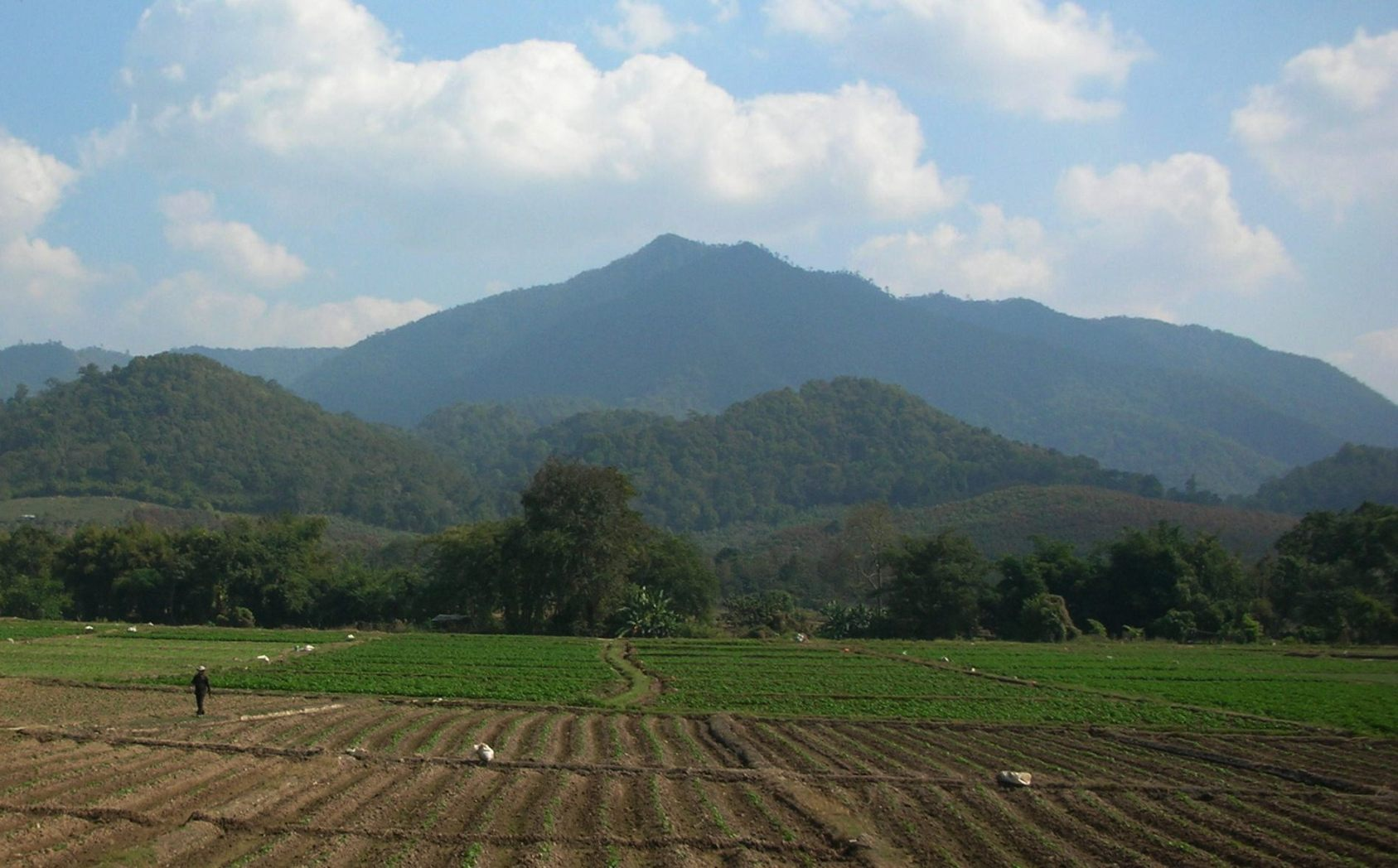
Doi Ian, ein Gipfel des Phi Pan Nam-Gebirges

Amphoe Thoeng (in Thai: อำเภอ เทิง, Aussprache: ʔāmpʰɤ̄ː tʰɤ̄ːŋ) ist ein Landkreis (Amphoe – Verwaltungs-Distrikt) der Provinz Chiang Rai. Die Provinz Chiang Rai liegt im äußersten Norden der Nordregion von Thailand.

## Geographie
Benachbarte Landkreise (von Südwesten im Uhrzeigersinn): die Amphoe Pa Daet, Mueang Chiang Rai, Wiang Chai, Phaya Mengrai, Khun Tan und Wiang Kaen der Provinz Chiang Rai. Im Osten von Thoeng liegt die laotische Provinz Sayaburi und im Süden die Amphoe Phu Sang, Chiang Kham und Chun der Provinz Phayao. Thoeng ist ein Bergland.

## Verwaltung

### Provinzverwaltung
Der Landkreis Thoeng ist in zehn Tambon („Unterbezirke“ oder „Gemeinden“) eingeteilt, die sich weiter in 154 Muban („Dörfer“) unterteilen.
| Nr. | Name         | Thai      | Muban | Einw.  |
| --- | ------------ | --------- | ----- | ------ |
| 01. | Wiang        | เวียง      | 25    | 16.703 |
| 02. | Ngio         | งิ้ว        | 25    | 12.051 |
| 03. | Plong        | ปล้อง      | 12    | 08.429 |
| 04. | Mae Loi      | แม่ลอย     | 13    | 06.775 |
| 05. | Chiang Khian | เชียงเคี่ยน  | 12    | 04.424 |
| 09. | Tap Tao      | ตับเต่า     | 25    | 13.165 |
| 10. | Ngao         | หงาว      | 20    | 09.559 |
| 11. | San Sai Ngam | สันทรายงาม | 05    | 04.268 |
| 12. | Si Don Chai  | ศรีดอนไชย  | 10    | 04.645 |
| 13. | Nong Raet    | หนองแรด   | 07    | 04.177 |

Die fehlenden Nummern beziehen sich auf Tambon, die nun den Kreis Khun Tan bilden.

### Lokalverwaltung
Es gibt sechs Kommunen mit „Kleinstadt“-Status (Thesaban Tambon) im Landkreis:
- Ngio (Thai: เทศบาลตำบลงิ้ว) bestehend aus dem kompletten Tambon Ngio.
- Chiang Khian (Thai: เทศบาลตำบลเชียงเคี่ยน) bestehend aus dem kompletten Tambon Chiang Khian.
- Ngao (Thai: เทศบาลตำบลหงาว) bestehend aus dem kompletten Tambon Ngao.
- San Sai Ngam (Thai: เทศบาลตำบลสันทรายงาม) bestehend aus dem kompletten Tambon San Sai Ngam.
- Ban Plong (Thai: เทศบาลตำบลบ้านปล้อง) bestehend aus Teilen des Tambon Plong.
- Wiang Thoeng (Thai: เทศบาลตำบลเวียงเทิง) bestehend aus Teilen des Tambon Wiang.

Außerdem gibt es sechs „Tambon-Verwaltungsorganisationen“ (องค์การบริหารส่วนตำบล – Tambon Administrative Organizations, TAO)
- Wiang (Thai: องค์การบริหารส่วนตำบลเวียง) bestehend aus Teilen des Tambon Wiang.
- Plong (Thai: องค์การบริหารส่วนตำบลปล้อง) bestehend aus Teilen des Tambon Plong.
- Mae Loi (Thai: องค์การบริหารส่วนตำบลแม่ลอย) bestehend aus dem kompletten Tambon Mae Loi.
- Tap Tao (Thai: องค์การบริหารส่วนตำบลตับเต่า) bestehend aus dem kompletten Tambon Tap Tao.
- Si Don Chai (Thai: องค์การบริหารส่วนตำบลศรีดอนไชย) bestehend aus dem kompletten Tambon Si Don Chai.
- Nong Raet (Thai: องค์การบริหารส่วนตำบลหนองแรด) bestehend aus dem kompletten Tambon Nong Raet.